# La Celle (Allier)
La Celle ist eine französische Gemeinde mit 400 Einwohnern (Stand: 1. Januar 2022) im Département Allier in der Region Auvergne-Rhône-Alpes. Sie gehört zum Kanton Montluçon-3 im Arrondissement Montluçon.

## Geographie
La Celle liegt etwa 18 Kilometer südöstlich von Montluçon.

### Nachbargemeinden
Umgeben ist La Celle von den Nachbargemeinden Commentry und Colombier im Norden, Hyds im Nordosten, Lapeyrouse im Osten, Buxières-sous-Montaigut im Südosten, Montaigut im Süden, Ars-les-Favets im Südwesten, Ronnet im Südwesten und Westen sowie Durdat-Larequille im Westen und Nordwesten.

## Bevölkerungsentwicklung
| Jahr      | 1962 | 1968 | 1975 | 1982 | 1990 | 1999 | 2006 | 2019 |
| Einwohner | 608  | 507  | 450  | 436  | 405  | 407  | 413  | 407  |

## Sehenswürdigkeiten
- Kirche Saint-Patrocle aus dem 11./12. Jahrhundert

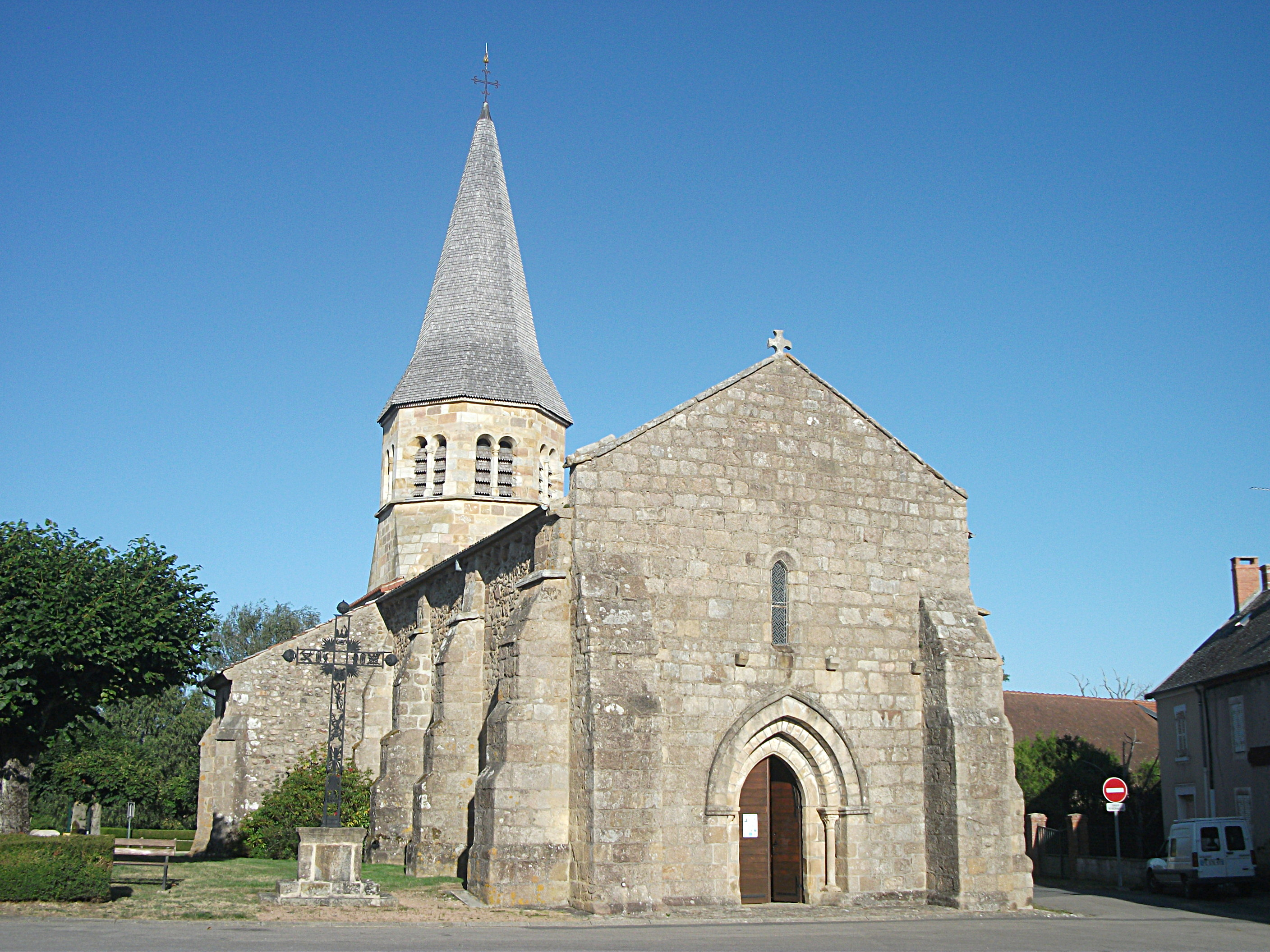
Kirche Saint-Patrocle

Siehe auch: Liste der Monuments historiques in La Celle (Allier)

## Persönlichkeiten
- Patroclus von Bourges (um 500–um 576), Heiliger der römisch-katholischen Kirche, Einsiedler bei La Celle
- Hippolyte Aucouturier (1876–1944), Radrennfahrer